# Phalaenopsis modesta
Espèce
Phalaenopsis modesta est une espèce de plantes à fleurs de la famille des Orchidaceae (les orchidées) et du genre Phalaenopsis originaire de Bornéo.